# Юзеф Олекси
Юзеф Олекси (на полски: Józef Oleksy) е полски политик, доктор на икономическите науки. По време на Полската народна република е деец от Полската обединена работническа партия (ПОРП) и първи секретар на Войводския комитет на ПОРП в Бяла Подляска. Председател на Сейма през 1993 – 1995 и 2004 – 2005, премиер на Полша през 1995 – 1996, през 1989 г. е министър в Министерския съвет в правителството на Мечислав Раковски, а през 2004 г. заместник-председател в Министерския съвет, както и министър на вътрешните работи в правителството на Лешек Милер, депутат в Сейма X, I, II, III, IV мандат, председател на Социалдемократическата партия и на Съюза на демократичната левица (СДЛ) (2004 – 2005), заместник-председател на СДЛ през 2003 – 2004 и 2012 – 2015.

## Биография
Юзеф Олекси е роден на 22 юни 1946 г. в Нови Сонч. На младини живее в Нови Сонч, министрант в енорията на „Св. Маргарита“ в града. Завършва I общообразователен лицей „Кажимеж Броджински“ в Тарнов. Завършва висше образование във Факултета по външна търговия на Главното училище по планиране и статистика (ГУПС) във Варшава. След това придобива научната степен доктор на икономическите науки.
Бил е декан и преподавател във Факултета по международни отношения на Академията по финанси във Варшава, както и във Висшето търговско училище. Участва и в надзорния съвет на футболния отбор Полония Варшава.

### Политическа дейност по време на Полската народна република
От 1969 г. до 1990 г. е член на ПОРП. Участва в президиума на борда на Социалистическия съюз на полските студенти. През 1970 – 1978 г. е таен сътрудник на военното разузнаване. Председателства също така Националния съвет на младите учени. Изпълнява също така длъжността секретар на университетския комитет на ПОРП в Главното училище по планиране и статистика. През 1977 г. започва работа в Централния комитет на ПОРП. През 1987 – 1989 г. изпълнява длъжността I секретар на Войводския комитет на партията в Бяла Подляска. През 1989 г. заема длъжността министър член на Министерския съвет по въпросите на сътрудничеството с профсъюзите. През същата година участва в разговорите на Кръглата маса.

### Политическа дейност по време на III Полска държава
През 1990 е един от основателите на възникналата на базата на ПОРП Социалдемократическа партия. Председател на групата от 28 януари 1996 до 6 декември 1997 г., през 1999 г. става член на Съюза на демократичната левица. През 1989 – 1991 г. е депутат в Сейма, а след това до 2005 г. е депутат в Сейма X, I, II, III, IV мандат от района на Бяла Подляска. По време на парламентарните избори през 2005 г. се кандидатира за Сената, но не е избран.
През 1993 – 1995 г. е Маршал на Сейма II мандат. От 7 март 1995 г. до 7 февруари 1996 г. е председател на Министерския съвет. Напуска заради обвинения от министъра на вътрешните работи Анджей Милчановски в шпионска дейност в полза на Русия. Обвиненията не са потвърдени.
От януари до април 2004 г. е заместник-председател на Министерския съвет и министър на вътрешните работи в правителството на Лешек Милер. Избран е за Маршал на Сейма IV мандат. Подава си оставката след неблагоприятната за него присъда на Люстрацията в Полша. На 5 януари Сеймът го освобождава от този пост.
От 29 юни 2003 г. е заместник-председател на Съюза на демократичната левица (СДЛ), а на 18 декември 2004 г. на III конгрес на партията е избран за неин председател, като замества Кшищоф Яник. На 21 май 2005 г. се отказва от този пост. От 29 март 2007 г. до 1 февруари 2010 е безпартиен. На 21 януари 2012 г. е избран за председател на програмния съвет на СДЛ, а на 28 април 2012 г. на V конгрес СДЛ е избран за заместник-председател на групата.
На 1 февруари отново е приет в СДЛ. На 12 май 2012 г. става заместник-председател на партията.

## Личен живот
Женен е за Мария Олекси. Има две деца – Михал и Юлия. Брат му – Вацлав – е дипломат, бил е полски консул в Талин.
От 2005 г. води битка с рака. Умира на 9 януари 2015 г. след едноседмичен престой във Варшавския онкологичен център. Погребението е на 19 януари 2015 г., в него участват представители на държавната власт, включително и президентът Бронислав Коморовски. Олекси е погребан на Военното гробище в Повонзки.

## Ордени и отличия
- Голям кръст на Ордена на Възраждане на Полша (2015, посмъртно)
- Офицерски кръст на Ордена на възродена Полша
- Кавалерски кръст на Ордена на възродена Полша (1984)
- Сребърен Кръст за заслуги (1972)
- Медал на Националната комисия по образование
- Медал за 40-годишнината на Народна Полша
- Медал „За заслуги при защита на страната“
- Златна почетна значка на Полския червен кръст.
- Медал „Заслужил за толерантност“ (2003)
- Голям командорски кръст на Ордена „За заслуги към Литва“ – Литва, 2004
- Голям кръст II степен на Федерален орден за заслуги

|  | Тази страница частично или изцяло представлява превод на страницата Józef Oleksy в Уикипедия на полски. Оригиналният текст, както и този превод, са защитени от Лиценза „Криейтив Комънс – Признание – Споделяне на споделеното“, а за съдържание, създадено преди юни 2009 година – от Лиценза за свободна документация на ГНУ. Прегледайте историята на редакциите на оригиналната страница, както и на преводната страница, за да видите списъка на съавторите. ВАЖНО: Този шаблон се отнася единствено до авторските права върху съдържанието на статията. Добавянето му не отменя изискването да се посочват конкретни източници на твърденията, които да бъдат благонадеждни. |